# Alek Figura
Alek Figura (ur. 9 stycznia 1950 w Opolu) – polski artysta fotograf. Członek rzeczywisty Okręgu Dolnośląskiego Związku Polskich Artystów Fotografików. Członek założyciel grupy twórczej Seminarium Foto-Medium-Art.

## Życiorys
Alek Figura związany z dolnośląskim środowiskiem fotograficznym – mieszka, pracuje, tworzy we Wrocławiu. Z fotografią artystyczną związany od końca lat 60. XX wieku (1969). W latach 1976–1981 aktywnie współuczestniczył w działalności Galerii Foto-Medium-Art we Wrocławiu – był wówczas inicjatorem, współtwórcą oraz członkiem rzeczywistym grupy twórczej Seminarium Foto-Medium-Art. W latach 1996–2014 był redaktorem kwartalnika artystycznego Format. 
Alek Figura jest autorem oraz współautorem wielu wystaw fotograficznych; indywidualnych i zbiorowych w Polsce i za granicą. Miejsce szczególne w jego twórczości zajmuje fotografia abstrakcyjna, fotografia krajobrazowa, fotografia kreacyjna, fotografia przemysłowa, fotografia reklamowa. W 1987 został przyjęty w poczet członków rzeczywistych Okręgu Dolnośląskiego Związku Polskich Artystów Fotografików (legitymacja nr 629). W 1998 został stypendystą Ministerstwa Kultury i Dziedzictwa Narodowego, w 2019 został wyróżniony Nagrodą Marszałka Województwa Dolnośląskiego. 
Prace Alka Figury znajdują się w kolekcjach Muzeum Narodowego we Wrocławiu oraz Ossolineum – Zakładu Narodowego im. Ossolińskich.